# Iranska folk

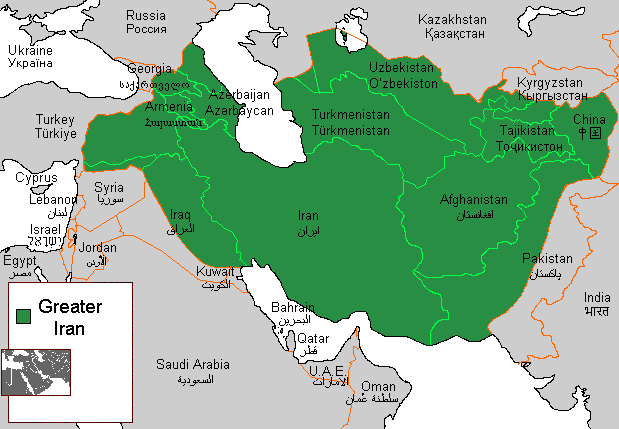
Karta över den kulturella iranska sfären, som består av hela den iranska högplatån och sträcker sig från södra Uzbekistan och Pakistan i öst till östra Syrien och Ossetien i nordväst.

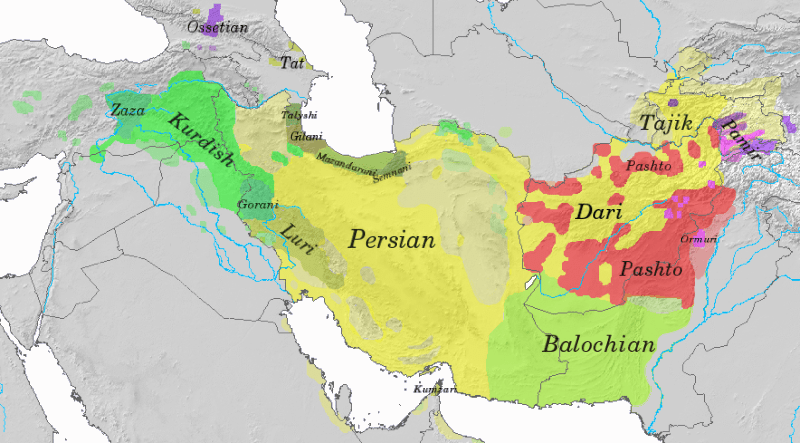
Iranska språkens utbredning.

Iranska folk är en samlingsbeteckning för folkgrupper i Väst- och Centralasien, såsom perser, kurder, tajiker, osseter med flera, som använder sig av iranska språk eller historiskt sett har eller fortfarande lever på den iranska högplatån. Dessa folk räknas till den iranska kultursfären, och är inte en homogen folkgrupp.